# Witte honingklaver
De witte honingklaver (Melilotus albus) is een tot 0,5-1,5 m hoge, eenjarige of tweejarige plant uit de vlinderbloemenfamilie (Fabaceae).
De bladeren zijn drietallig, met gesteelde, getande blaadjes. De witte bloemen groeien in langgerekte trossen. De bloeiperiode loopt van juli tot oktober. De kale peulen die ontstaan na bevruchting zijn bruinachtig.
Deze van nature in Europa voorkomende plant groeit veel op braakliggende grond en in wegbermen. De soort groeit niet op zure grond. De plant groeit op een zonnige standplaats. In Noord-Amerika is de plant ingevoerd en wijd verspreid.
De plant bevat coumarine net als citroengele honingklaver (Melilotus officinalis) of gewoon reukgras (Anthoxanthum odoratum). Deze stof geeft de geur aan pas gemaaid gras. Vanwege die frisse geur legden de mensen vroeger gedroogde honingklaver tussen de kleren. Bij beschimmeld hooi kan de coumarine in giftig cumarol of zelfs in dicumarol omgezet worden; dit zijn bloedverdunnende stoffen waardoor soms zelfs dodelijke bloedingen kunnen ontstaan bij dieren die dit hooi eten. Deze stof kan in de juiste dosering bij trombose gebruikt worden.

## Plantensociologie
Witte honingklaver is een kensoort van de honingklaver-associatie (Echio-Melilotetum).

Witte honingklaver
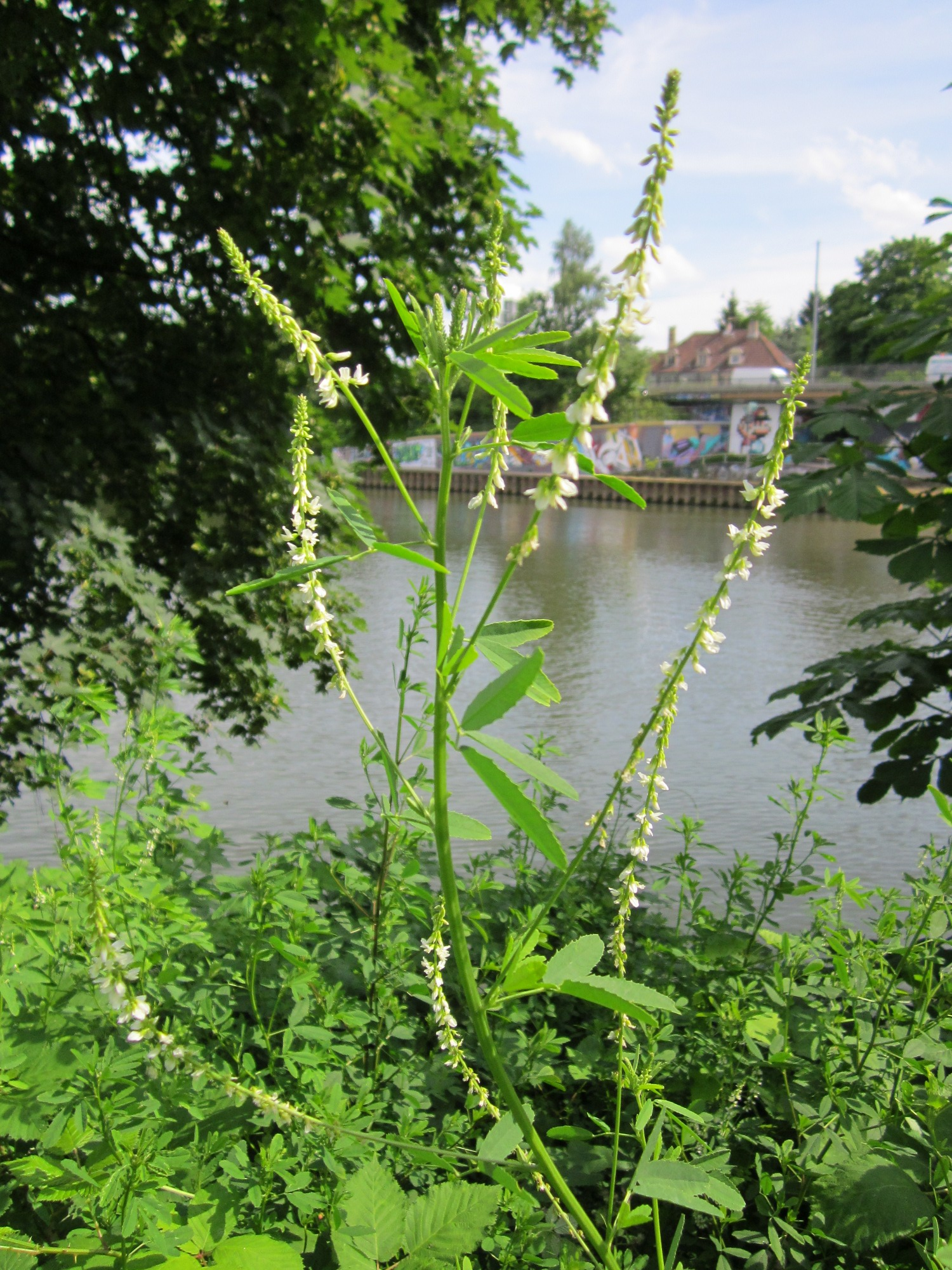
bloeiende plant
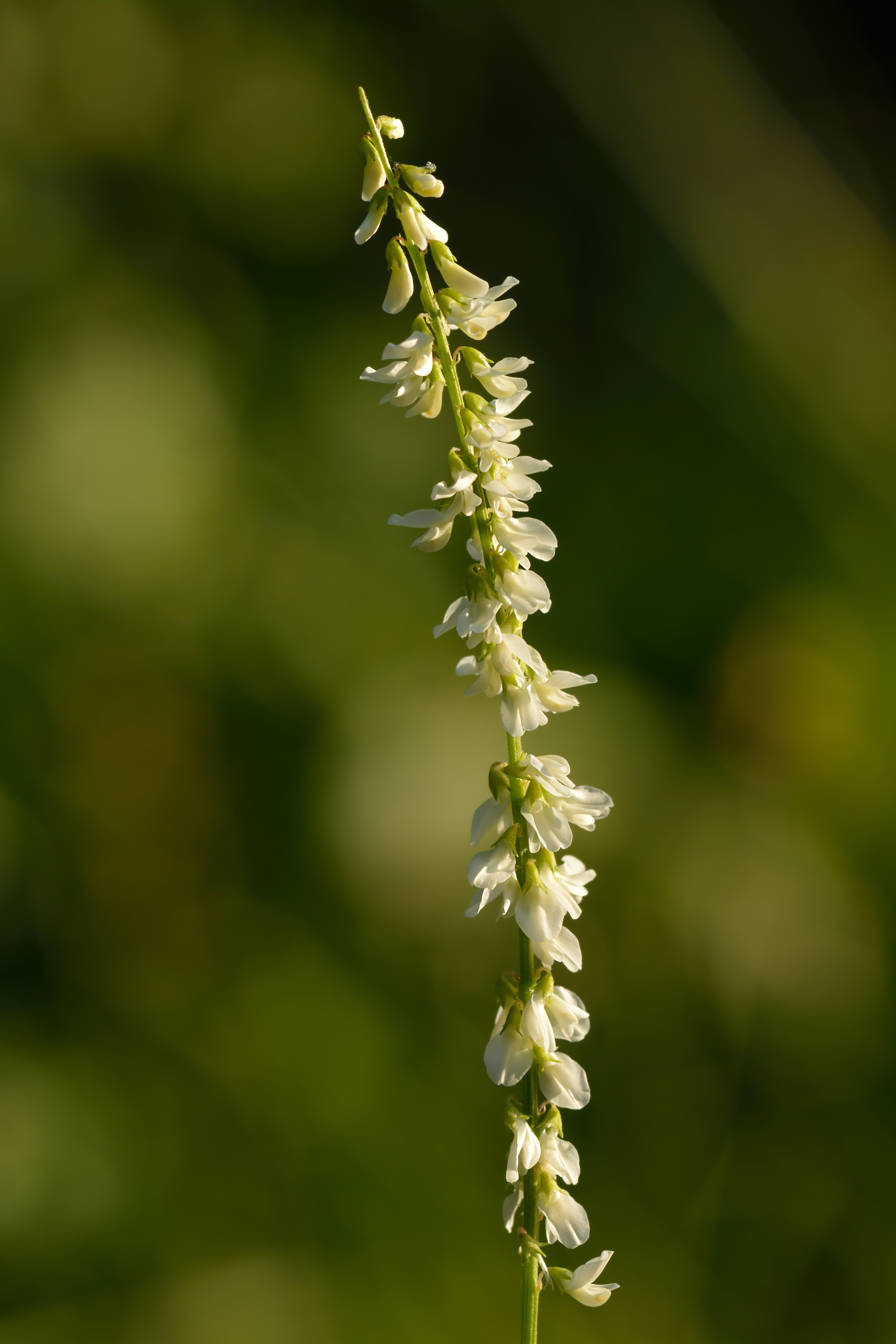
bloeiwijze
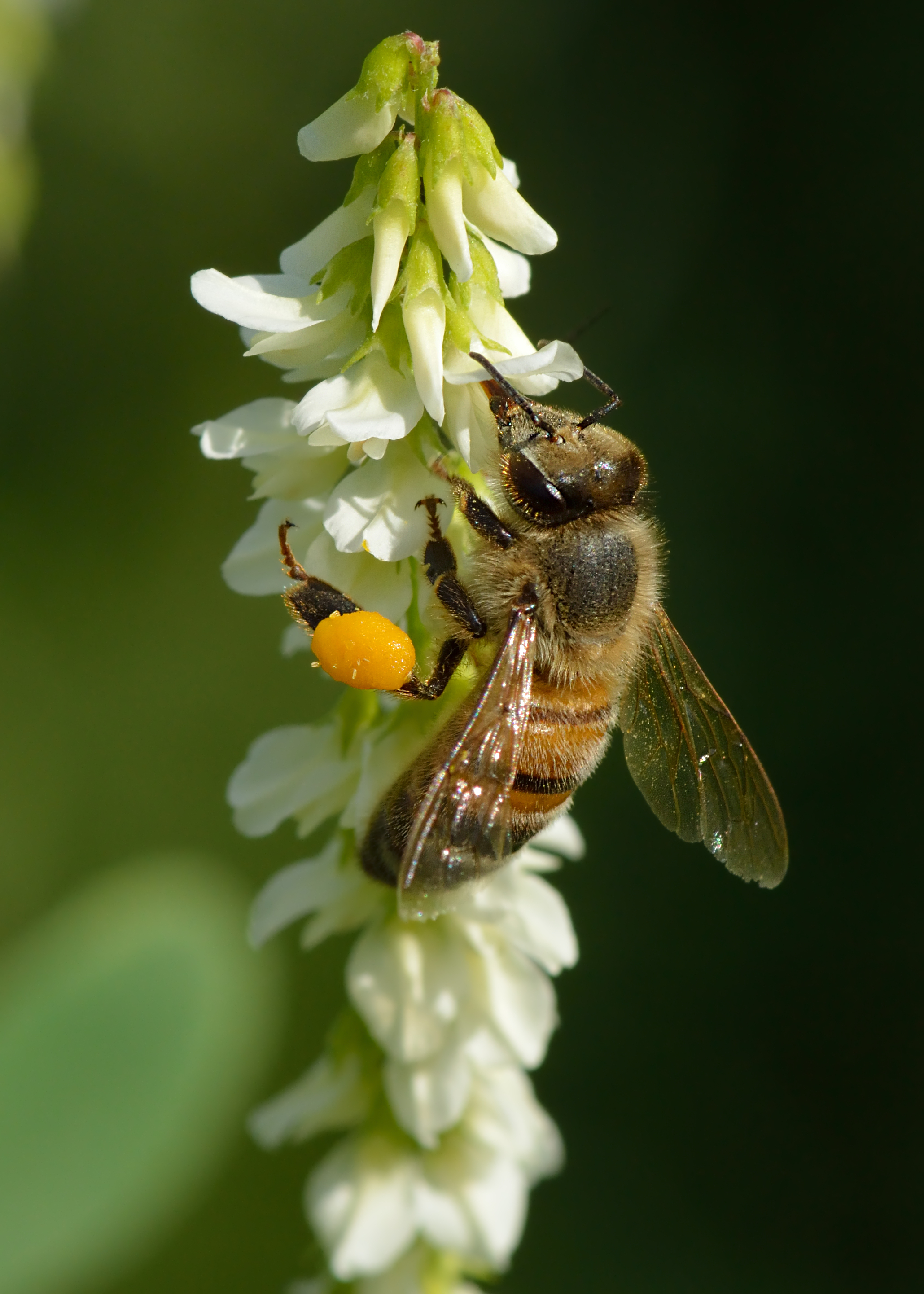
bloeiwijze met bij
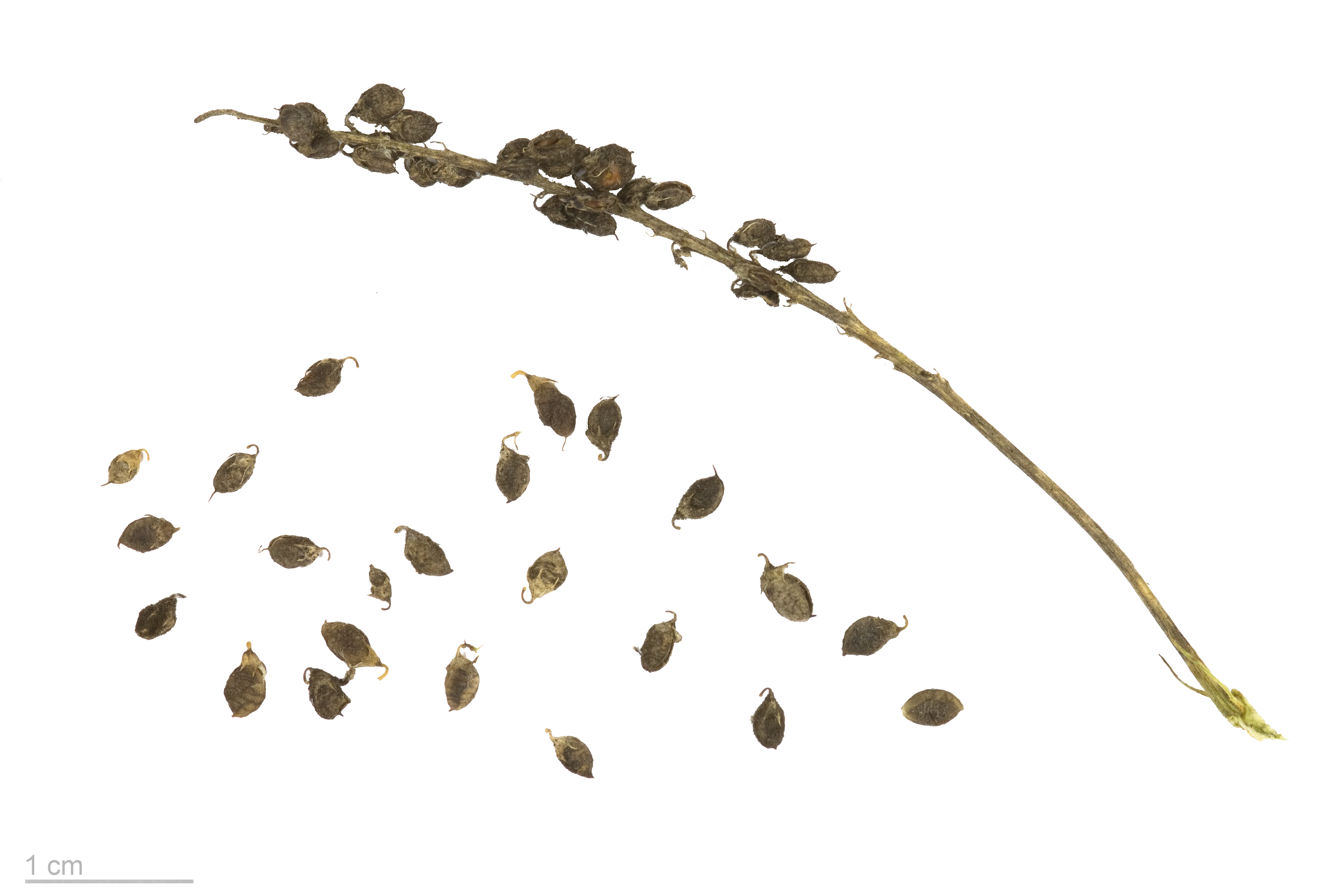
vruchten (peultjes)